# Le Grand Quiz du cerveau
Le Grand Quiz du cerveau est un divertissement diffusé sur TF1, présenté par Carole Rousseau et Benjamin Castaldi.

## But du jeu
Le jeu est composé de deux groupes de cent personnes représentant les deux sexes. Chaque personne répond à des séries de questions. À la fin de l'émission, le nombre de bonnes réponses de chacun est divisé par trois pour avoir une note sur vingt. La personne dans le public ayant la meilleure note repart avec un chèque de 10 000 euros.
L'émission est diffusée de manière annuelle (un samedi par an) du 27 octobre 2007 au 9 avril 2011. Elle fut stoppée faute d'audiences lors du dernier numéro.

## Audiences et numéros
| Numéro | Date et diffusion        | Invités | Audiences | Part de marché |
| ------ | ------------------------ | --- | --------- | -------------- |
| 1er    | Samedi 27 octobre 2007   | Jean-Luc Lemoine, Patrick Bosso, Manu Payet, François-Xavier Demaison, Sophie Favier, Clara Morgane.                                             | 6 291 000 | 31,7 %         |
| 2e     | Samedi 1er novembre 2008 | Anne Roumanoff, Max Boublil, Valérie Begue, Christine Bravo, Laurent Ruquier, Laurent Ournac.                                                    | 6 099 000 | 30,1 %         |
| 3e     | Samedi 7 mars 2009       | Annie Lemoine, Jean-Pierre Castaldi, Agnès Soral, Philippe Candeloro, Virginie De Clausade, Véronique Genest, Eric Laugerias, Jerôme Commandeur. | 4 690 000 | 23 %           |
| 4e     | Samedi 9 janvier 2010    | Eve Angeli, Christine Bravo, Dave, Bruno Guillon, Catherine Laborde, Patrice Carmouze.                                                           | 5 559 000 | 24,3 %         |
| 5e     | Samedi 9 avril 2011      | Sandrine Quétier, M. Pokora, Armelle, Jean-Luc Reichmann, Virginie Hocq, Antoine Duléry.                                                         | 3 600 000 | 18,5 %         |